# Reine de la pluie
Modjadji
Pour les articles homonymes, voir Modjadji.

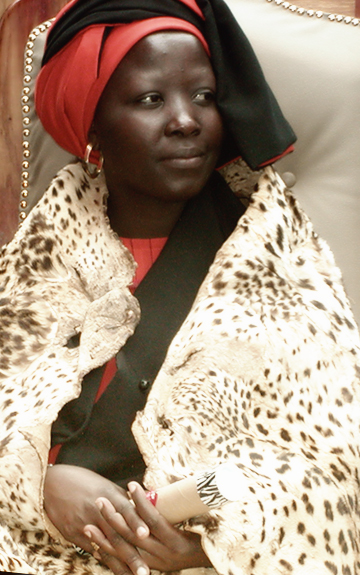
La reine de la pluie Makobo Modjadji VI à l'occasion de son couronnement en avril 2003.

La reine de la pluie ou Modjadji est la souveraine du peuple Balobedu, de la province du Limpopo en Afrique du Sud. La succession au titre de Reine de la pluie est matrilinéaire, seule la fille aînée de la reine accède à la couronne. De ce fait, les hommes n'ont pas le droit d'occuper le trône. 
Selon la tradition, la Reine de la pluie aurait notamment les pouvoirs de contrôler les averses et les nuages, d'où son nom.
La souveraine Makobo Modjadji VI décède le 12 juin 2005. Sa fille étant encore un bébé, c'est le frère de Makobo qui assure la régence. En février 2015 est annoncé le futur couronnement de la nouvelle reine de la pluie, Modjadji VII. Masalanabo, la future reine, est fille de Makobo Modjadji, et elle est alors seulement âgée de 10 ans. En attendant son intronisation, après ses 18 ans, elle poursuit ses études et son oncle assure la régence. Malgré plusieurs années de disputes au sein de la famille royale et les tentatives de son frère de prendre le pouvoir, le couronnement de Masalanabo Modjadji VII est annoncé pour le 12 mars 2025. 

## Histoire des reines de la pluie
Il existe différentes histoires relatives à la création et à l'histoire des Reines de la pluie. L'une d'entre elles raconte qu'un ancien chef du Monomotapa (sud-est du Zimbabwe), au XVIe siècle, aurait été informé par ses ancêtres que, s'il fécondait sa fille, Dzugundini, elle gagnerait le don de provoquer la pluie. Une autre histoire implique un scandale dans la maison du même chef, où son fils aurait fécondé Dzugundini. Dzugundini aurait été tenue pour responsable et contrainte de fuir le village. Elle se serait retrouvée dans la vallée de Molototsi, qui se trouve aujourd'hui dans le royaume Lovedu. Le village qu'elle aurait établi avec ses fidèles partisans était dirigé par un Mugudo, un dirigeant masculin, mais la paix et l'harmonie du village étaient perturbées par les rivalités entre différentes familles. Par conséquent, pour apaiser la Terre, le Mugudo féconda sa propre fille pour restaurer la tradition matrilinéaire de la tribu. Cette dernière aurait donné naissance à la première reine des pluies, connue sous le nom de Modjadji.

## Coutumes
Selon la coutume, la reine de la pluie doit fuir les représentations publiques et ne peut communiquer avec sa population que par l'intermédiaire de son conseiller. Chaque mois de novembre, elle préside la cérémonie annuelle de la pluie, dans l'enceinte de la résidence royale de Khetlhakone.
Elle n’est pas censée se marier mais a de nombreuses « femmes », comme on les appelle en langue lovedu. Ce ne sont pas des épouses au sens habituel du terme ; en tant que reine en exercice, elle possède l’équivalent d'une cour royale avec des domestiques et des dames d'honneur, venant de nombreux villages du royaume. Ces épouses sont sélectionnées par le Conseil royal de la Reine et appartiennent en général à la famille des membres du Conseil. Ce rituel du « mariage » est une forme de diplomatie, destinée à assurer leur loyauté envers la reine.
Les pouvoirs mystiques de la reine de la pluie se reflètent dans le jardin luxuriant qui entoure son enceinte royale. Entouré de terres arides, ce jardin contient les plus grands cycadophytes du monde, abondants sous la ceinture de pluie tropicale[réf. nécessaire]. Une espèce de Cycadophyta porte un nom vernaculaire, Modjadji cycad (Encephalartos transvenosus), en hommage à la reine des pluies.
La reine de la pluie est une figure éminente en Afrique du Sud, de nombreuses communautés respectent sa position et, historiquement, tentent d'éviter les conflits par déférence. Shaka Zulu lui-même a envoyé ses meilleurs émissaires pour lui demander sa bénédiction[réf. nécessaire]. La cinquième reine des pluies, Mokope Modjadji, a entretenu des relations cordiales avec Nelson Mandela.
La reine de la pluie est devenue une attraction touristique contribuant à l’économie sud-africaine. Elle s'est vu offrir une liste civile annuelle par le gouvernement sud-africain. L'allocation est également censée contribuer à couvrir les coûts de préservation des cycadales qu'on trouve dans ses jardins.

## Les différentes reines de la pluie
1. Reine de la pluie I : Maselekwane Modjadji[7](1800-1854)
2. Reine de la pluie II : Masalanabo Modjadji (1854-1894)
3. Reine de la pluie III : Khetoane Modjadji (1895-1959)
4. Reine de la pluie IV : Makoma Modjadji (1959-1980)
5. Reine de la pluie V : Mokope Modjadji (1981-2001)
6. Reine de la pluie VI : Makobo Modjadji (2003-2005)
7. Reine de la pluie VII : Masalanabo Modjadji (2025- )

## Hommage
Un sous-marin d'attaque conventionnel, de type 209, de la marine sud-africaine, est baptisé SAS Queen Modjadji (S103), le 14 mars 2007, en hommage aux reines de la pluie.